# Sophus Zahle
Ernst Sophus Vilhelm Zahle, född den 19 mars 1797 på Vemmetofte, död den 30 mars 1837 i Köpenhamn, var en dansk författare och präst, far till Peter Christian och Nathalie Zahle, farfars bror till Carl Theodor och Herluf Zahle.
Zahle kom 1810 till Herlufsholm. Tidigt hade han intresse för naturvetenskap och blev uppmuntrad därtill av sin lärare Melchior, vars verk Den danske Stats og Norges Pattedyr han utgav 1834. I sin skoltid skrev han vers och höll som skolans dux tal i Herlufsholms kyrrka vid jubelfesten där 1816 (tryckt i Mindeblade for Herlovianere, andra samlingen). 1817 blev han student med höga betyg, och efter att nästa år ha tagit sin andra examen, med lika goda resultat, vikarierade han ett halvt år för sin bror som lärare i den skola, han året innan hade lämnat, blev siden alumn på Valkendorfs Kollegium, lärare i naturhistoria vid Metropolitanskolen och manuduktör til Artium, vann 1821 den utlovade premien för en minnessång över Martin Luther, blev 1822 teologie kandidat och samma år adjunkt vid Metropolitanskolen.
År 1824 blev Zahle utnämnd till sognepræst i Assens och Klakring (Århus stift). 1828 fick han Videnskabernes Selskabs för det Thottska legatet utlysta premie för en avhandling om Maarens Udryddelse. 1829 blev han sognepræst i Hvedstrup och Flyng, och, efter att han till följd av Fredrik VI:s önskan hade predikat vid hovet, blev han 1836 utnämnd till hov- och slottspräst i Köpenhamn. Hans hustrus död bröt ned honom så att han sju veckor senare själv dog; fyra dagar innan hade han med stort besvär hållit sin påskpredikan i slottskyrkan. Fredrik VI lovade honom på dödsbädden, att det skulle dras omsorg om hans två barn.
Mynster, som kallar Zahle en heder för prästerskapet, säger, att han tidigt räknades bland de mest framstående av sina jämnåriga, och att det på kunskapens vida fält knappast fanns något område som var honom främmande. Han var, menade biskopen vidare, välvillig, trofast och tacksam, med ett lysande intellekt och en kraftig, rättskaffens vilja. Zahle författade en stor mängd dikter, av vilka en del finns i Mindeblade for Herlovianere, i Efterladte digteriske Arbejder, utgivna av E. Clausen (1837), och i Digte, samlede og udgivne efter hans Død (1843). Mest kända är Regenssången Kong Christian lægger ned sit Sværd och Jeg kjender et Land, som har Bølgen til Vold. Dessutom levererade han anmälningar i Maanedsskrift for Litteratur och i Dansk Litteraturtidende.